# Parkfriedhof Solingen

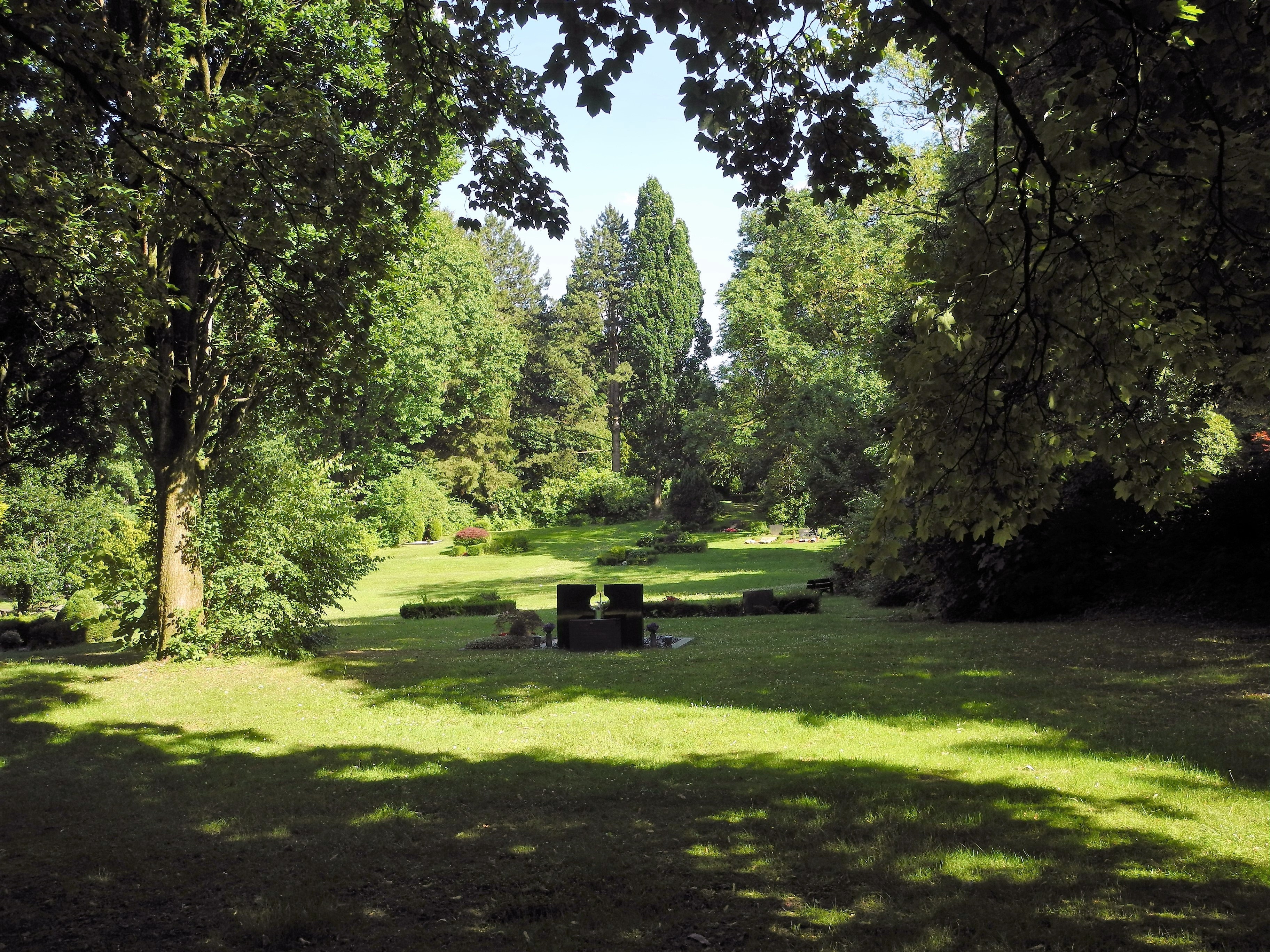
Parkfriedhof Solingen, Blick über ein Grabfeld

Der Parkfriedhof Solingen ist der größte Friedhof in der bergischen Großstadt Solingen. Er geht auf einen im 19. Jahrhundert angelegten katholischen Friedhof zurück, der 1929 zum Kommunalfriedhof umgewidmet und ab den 1950er Jahren zum Parkfriedhof ausgebaut wurde. Pro Jahr werden auf dem Parkfriedhof Solingen etwa 600 Personen bestattet.

## Lage und Beschreibung
Der Friedhof befindet sich im Norden der Stadt Solingen im dortigen Stadtbezirk Gräfrath. Er erstreckt sich mit seiner Gesamtfläche von ca. 24 ha auf einem Höhenzug im Süden der Gräfrather Altstadt oberhalb des Nümmener Bachtals. Er wird eingerahmt von dem Radwanderweg Korkenziehertrasse im Bereich des ehemaligen Gräfrather Bahnhofs, der Bundesstraße 224, der Nümmener und der Walder Straße. Sein Hauptzugang mit großem Parkplatz befindet sich an der Bundesstraße 224, der Wuppertaler Straße, gegenüber dem ehemaligen Rathaus Gräfrath. Weitere Zugangspunkte befinden sich an der Nümmener Straße und an der Walder Straße. Der Friedhof verfügt über eine Trauerhalle an der Wuppertaler Straße 173, daran angeschlossen ist ein kleiner Betriebshof der Technischen Betriebe Solingen. Nach Süden und Südwesten schließen sich landwirtschaftlich genutzte Flächen an das Areal des Parkfriedhofs an.
Der Friedhof besteht aus einem historischen Teil mit historischen Gräbern im Osten, mehreren Kriegsgräber- und -gedenkstätten im Zentrum und im Norden der Anlage sowie einem seit den 1950er Jahren erweiterten Bereich. Dieser bildet im Zentrum einen Kreis mit mehreren Ringen, in deren Mitte die Skulptur der Göttin Gea (1983) des Bildhauers Kurt Schwippert aufgestellt ist. Der Friedhof verfügt über Gräber für Sarg- und Urnenbestattungen, mehrere Kolumbarien, ein Aschestreufeld und ein Sternenkinderfeld. 

## Geschichte

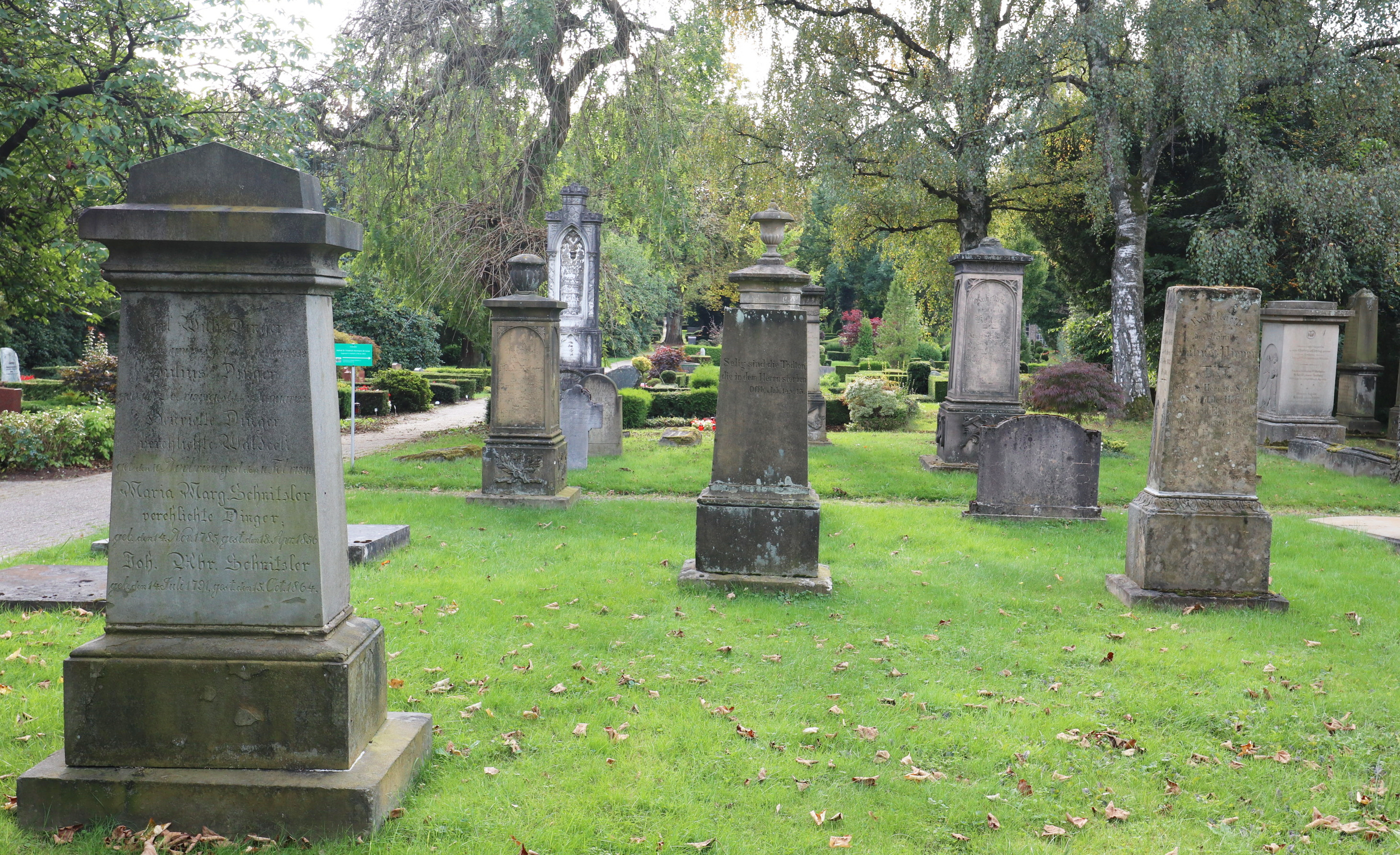
Historisches Grabfeld auf dem Parkfriedhof Solingen

Auf einem Teilbereich des heutigen Parkfriedhofs, am Rande der Ortslage Ziegelfeld, befand sich der im 19. Jahrhundert angelegte katholische Friedhof der damals selbständigen Stadt Gräfrath. Nach der Städtevereinigung mit Solingen zur neuen Großstadt Solingen im Jahre 1929 wurde der katholische Friedhof Gräfrath zum Kommunalfriedhof umgewidmet und in den 1930er Jahren ausgebaut. Nach den vielen Toten der Luftangriffe auf Solingen wurde die dort eingerichtete Kriegsgräberstätte zur größten aller Solinger Kriegsgräberstätten.
An den 1950er Jahren wurde der Friedhof um einen parkartigen Teil nach Südwesten umfassend erweitert. Die Pläne für die Erweiterung entwarf der Landschaftsarchitekt Heinrich Walbert. Inmitten der kreisrunden Anlage steht die Skulptur der Göttin Gea, die der Solinger Architekt Kurt Baden stiftete. Der historische Teil des Friedhofs wurde am 13. Juni 1985 unter der Nummer 163 in die Solinger Denkmalliste eingetragen. Dort befinden sich u. a. die Grabstätte des im 19. Jahrhundert berühmt gewordenen Gräfrather Augenarztes Friedrich Hermann de Leuw sowie weitere Grabmale von Gräfrather Bürgern und Fabrikantenfamilien. 
2015 wurde auf dem Parkfriedhof ein muslimisches Grabfeld mit einer Fläche von 2,6 km² eingerichtet, das 2023 um 3 km² erweitert wurde. 2018 wurde auf einer Grünfläche am Hauptzugang zum Parkfriedhof die Stahl-Skulptur Dat Look des Solinger Bildhauers Wolfgang Körber aufgestellt, nachdem er diese der Stadt Solingen geschenkt hatte.

## Kriegsgräberstätte

Kriegsgräberstätte auf dem Parkfriedhof Solingen

Auf dem Parkfriedhof ruhen rund 625 Tote aus beiden Weltkriegen. Es handelt sich dabei um:
- 13 Deutsche aus dem Ersten Weltkrieg
- 390 Deutsche aus dem Zweiten Weltkrieg
- 190 Tote aus der Sowjetunion
- 16 Tote aus Belgien
- 8 Tote aus Polen
- 2 Tote aus den Niederlanden
- 1 Toter aus Frankreich
- 1 Toter aus Estland
- 1 Toter aus Kroatien
- 1 Toter aus Ungarn

Ein Gedenkstein auf dem Parkfriedhof erinnert an die in Solingen verstorbenen sowjetischen Zwangsarbeiter (Lage). Ein ebenfalls dort errichtetes Gedenkkreuz erinnert an polnische Opfer der Zwangsarbeit (Lage).